# Diáporos
Diáporos, en grec moderne : Διάπορος, est une île du dème de Sithonie, district régional de Chalcidique, en Macédoine-Centrale, Grèce.
Selon le recensement de 2011, la population de l'île compte deux habitants.